# STS-40
STS-40 (ang. Space Transportation System) – jedenasta  misja wahadłowca kosmicznego Columbia i czterdziesta pierwsza programu lotów wahadłowców. Pierwszy lot w ramach programu Spacelab Life Sciences (SLS-1).

## Załoga
źródło
- Bryan O’Connor (2)*, dowódca (CDR)
- Sidney Gutierrez (1), pilot (PLT)
- James Bagian (2), specjalista misji 1 (MS1)
- Tamara „Tammy” Jernigan (1), specjalista misji 2 (MS2)
- Margaret Rhea Seddon (2), specjalista misji 3 (MS3)
- Francis „Drew” Gaffney (1), specjalista ładunku 1 (PS1)
- Millie Hughes-Fulford (1), specjalista ładunku 2 (PS2)

*Cyfry w nawiasie oznaczają liczbę lotów odbytych przez każdego z astronautów

## Parametry misji
źródło
- Masa: 
  - startowa orbitera: 113578 kg
  - lądującego orbitera: 102752 kg
  - ładunku: 11767 kg
- Perygeum: 287 km
- Apogeum: 296 km
- Inklinacja: 39,0°
- Okres orbitalny: 90,4 min

## Cel misji
Lot naukowy, wypełniony prowadzeniem eksperymentów medycznych i biologicznych na pokładzie laboratorium Spacelab SLS-1 (Space Life Sciences). Była to piąta misja laboratorium Spacelab. Eksperymentom poddano ludzi, 30 gryzoni i tysiące małych meduz.